# STALKER: Call of Pripyat
Pour les articles homonymes, voir Stalker.
STALKER: Call of Pripyat est un jeu vidéo développé par le studio ukrainien GSC Game World. Il s’agit d’un jeu de tir à la première personne pour Windows, publié en novembre 2009 en Allemagne, Autriche et Suisse, il a été publié plus tardivement le 2 février 2010 aux États-Unis et le 5 février 2010 en Europe. Disponible en version boite et dématérialisé, il constitue le troisième opus de la série STALKER

## Trame

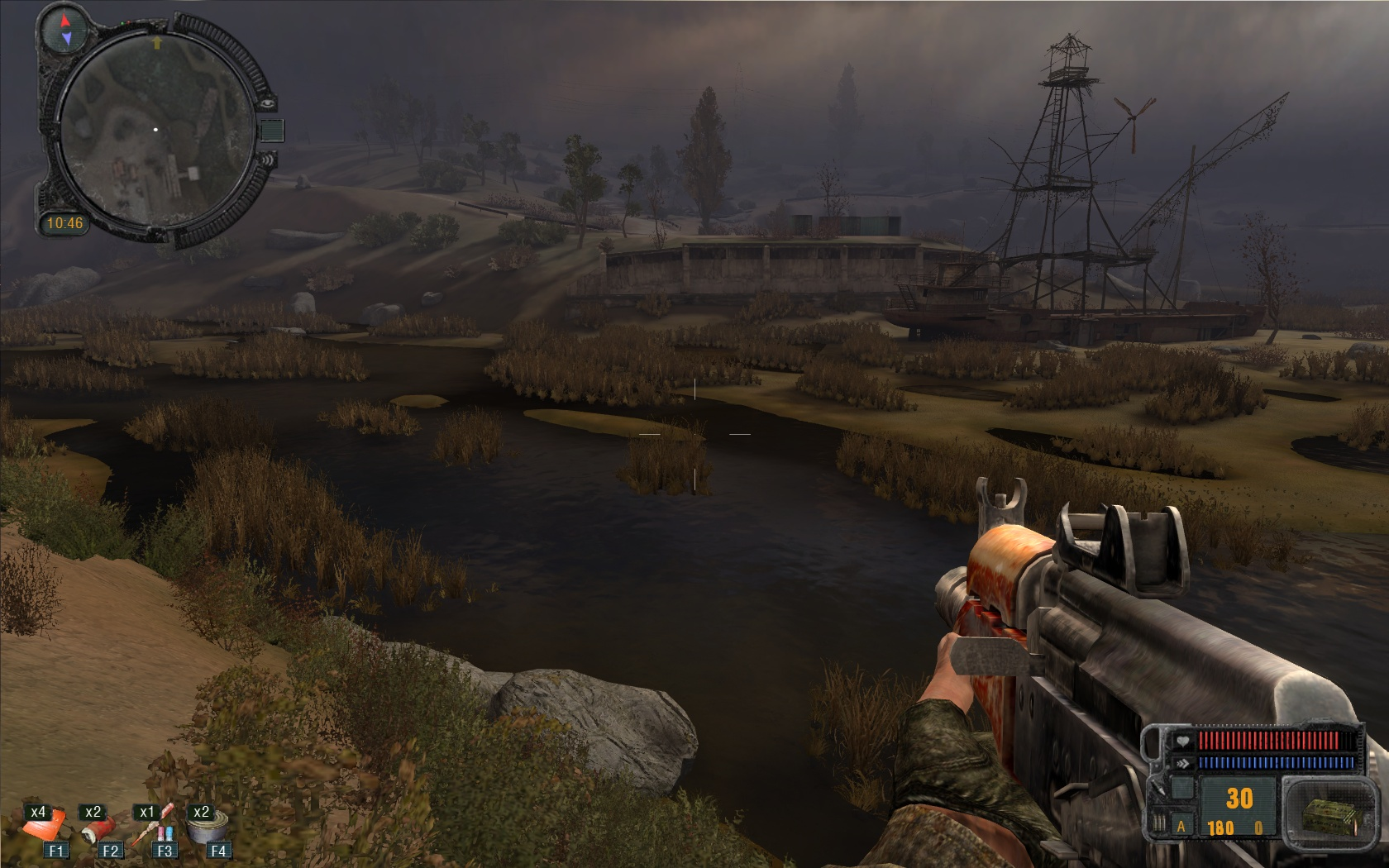
Scène du jeu.

En 2012, le gouvernement ukrainien, muni d'une carte des anomalies de la Zone, pense pouvoir atteindre son cœur. L'armée envoie alors cinq hélicoptères en direction de la centrale de Tchernobyl. L'opération nommée Fairway est un échec, les cinq appareils s'écrasent aux alentours de la ville de Pripyat pour une raison inconnue. Afin d'enquêter sur les circonstances de cet événement, les services secrets ukrainiens, le SBU envoie l'agent Alexander Degtyarev dans la Zone. Le joueur va alors incarner ce personnage, infiltré sous l'apparence d'un stalker, qui devra au fil des missions découvrir les raisons des crashs des hélicoptères.
La trame de STALKER: Call of Pripyat, qui évoque beaucoup le mod Priboi Story du jeu original, se déroule juste après les évènements du premier jeu, STALKER: Shadow of Chernobyl. Le Lobotomisateur étant détruit, beaucoup de stalkers purent aller au-delà de cette installation. Certains stoppèrent leur chemin dans les alentours du Skadovsk, un ancien cargo soviétique en ruine, transformé en un lieu regroupant des stalkers, des bandits, des marchands et un réparateur. Certains s'y installèrent, se satisfaisant de l'abondance d'artéfacts; mais d'autre continuèrent leur chemin jusqu'à l'usine de Jupiter (en bordure de la ville de Pripyat dans la réalité) ; en aménageant l'ancienne gare de Yanov de la même façon que le Skadovsk; des membres de Liberté, du Devoir et des stalkers solitaires cohabitent dans une relative harmonie. Votre quête consistera à trouver un chemin en passant par l'usine désaffectée et menant à Pripyat; où l'on raconte que Strelok se trouve...

## Histoire
Vous commencez le jeu dans les marais et vous incarnez un major des services secrets ukrainiens, armé d'un AKS-74U et d'un pistolet Makarov. Vous devrez vous rendre au Skadovsk afin d'y accomplir les premières missions. Il y a une assez courte quête principale (découvrir ce qui est arrivé aux hélicoptères de l'armée ukrainienne) mais compensée par diverses quêtes secondaires.
En avançant dans le jeu, vous pourrez demander les services d'un guide (Pilote) qui vous conduira à la gare de Yanov. Une fois certains documents rassemblés, vous empruntez les passages souterrains de l'usine de jupiter à Pripyat avec une équipe de stalkers et une combinaison avec un module respiratoire en circuit fermé.
Une fois sorti des tunnels, des militaires vous attendent (En réalité, la plupart des survivants de l'opération « fairway »). Vous vous présenterez en tant que major, et rassemblez les dernières informations sur le crash de Pripyat. Le jeu se termine par l'évacuation de la zone en hélicoptère avec les militaires survivants.

## Système de jeu

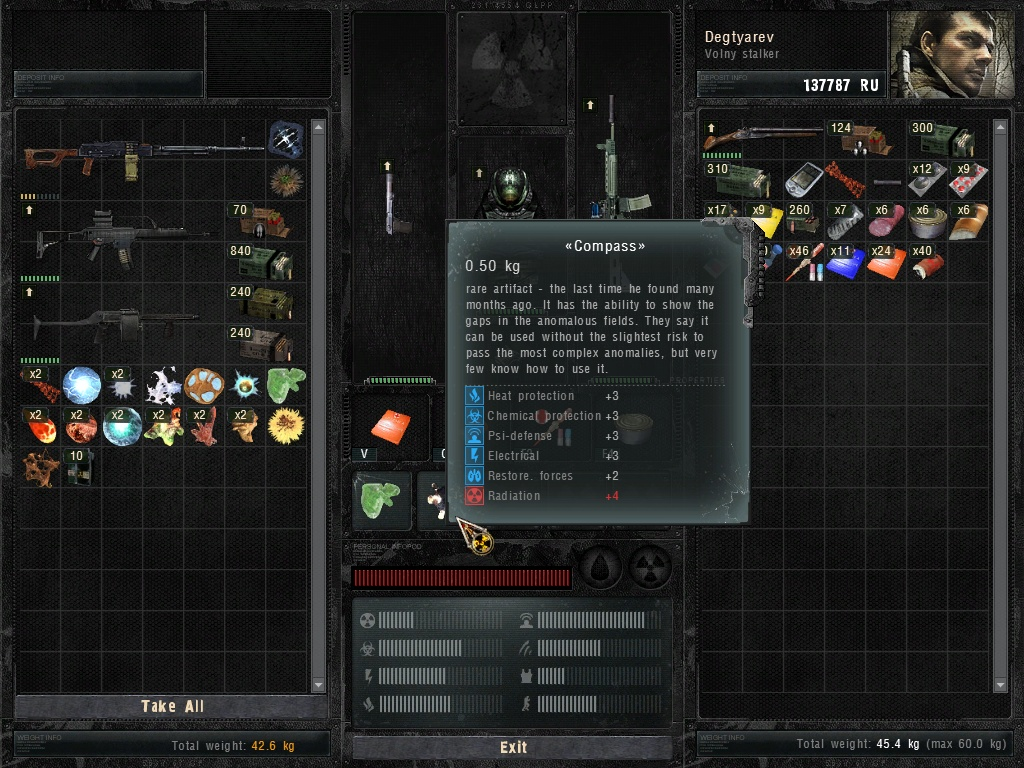
Présentation de l'interface de gestion des items.

## Factions
| Noms          | Description |
| ------------- | --- |
| Stalkers      | Les Stalkers sont des mercenaires, opérant en petits groupes ou en solitaire. Comme tout bon mercenaire, ils sont payés pour faire diverses missions. Ils ramassent le plus souvent des artefacts qu'ils s'empressent de revendre à des scientifiques à cause de leur grande valeur. Ils sont généralement armés, et ont de grandes aptitudes physiques pour pouvoir évoluer dans « la Zone ». |
| Militaires    | Les militaires veillent à ce que les mutants ne dépassent pas les limites de « la Zone » de façon qu'ils ne deviennent pas une menace pour les habitants locaux. Ils patrouillent principalement dans la ville de Pripyat avec les armes suivantes : AKS-74, AKS-74U ou ABOKAN. |
| Mutants       | La plupart sont le fruit de la radioactivité, qui les a fait muter sous des formes alternatives. Certains usent de la force ou de la ruse pour venir à bout de leurs ennemis. Mais d'autres sont manifestement le fruit de manipulations humaines. Ils peuvent posséder des pouvoirs psychiques, comme le fait de pouvoir prendre le contrôle mental de personnages et les transformer en zombies, ou encore de propulser des objets lourds à distance et même de devenir invisibles, tels les poltergeist, qu'il est possible d'éviter en avançant lentement. |
| Liberté       | Faction ennemie des factions du Monolithe et du Devoir, à laquelle elle s'oppose idéologiquement : elle est partisane d'une étude des trésors cachés de la Zone. Elle utilise essentiellement des armes de l'OTAN (G36, LR 300, Sig550...) ainsi que la munition 5,56 × 45 mm OTAN. Elle s'est installée dans l'ancienne gare près de l'usine de Jupiter et maintient une relative attitude pacifique avec le Devoir. |
| Solitaires    | La plupart des Stalkers ne sont que des solitaires. Aucun d'eux ne veut franchir le pas de rentrer dans une faction, car cela coûte du temps et la perte d'une neutralité protectrice. |
| Devoir        | Faction ennemie des factions du Monolithe et en particulier de la Liberté, qu'elle voit comme une faction anarchisante. Elle s'est installée dans l'ancienne gare près de l'usine de Jupiter et maintient une relative attitude pacifique avec la faction de la Liberté. Les hommes du Devoir possèdent généralement des AKS-74 ou des AKS-74U. |
| Bandits       | Généralement par groupe, ils sont présents dans toute la partie périphérique de "la Zone". Ce sont des Stalkers agressifs et dangereux en nombre, mais mal équipés. Ils possèdent plusieurs camps et s'en prennent principalement aux stalkers et au Firmament. Ils sont armés d'AKS-74, fusils à canons sciés, MP5 et de pistolets. |
| Scientifiques | Des scientifiques ont été envoyés pour étudier la zone et se situent au laboratoire mobile, ils font appel à des mercenaires qui utilisent principalement des armes de l'OTAN, pour étudier les anomalies à l'extérieur de leur périmètre protégé. |
| Monolithe     | Cette faction se trouve dans la ville de Pripyat et vénèrent des idoles pseudo-religieuses, tout en combattant les forces militaires de la ville. Armés d'armes de pointe, souvent embusqués et tirant à vue, ils ont également acquis un exemplaire du fusil Gauss développé dans la "Zone". |
| Marchands     | Ils sont en nombre restreint et vivent principalement du commerce d'artéfacts. |
| Mercenaires   | Comme son nom l'indique, cette faction regroupe des mercenaires issus de différents coins du monde et travaillent pour des commanditaires privés, notamment les scientifiques. Ils utilisent également des armes de l'OTAN à l'instar des stalkers de la liberté. Ils sont hostiles envers toutes les autres factions. |

## Doublage V.F
- Major Alexander Degtyarev : (VF : Marc Saez)
- Narrateur début-fin de jeu :  (VF : Marc Alfos)
- Une des voix des bandits : (VF : Sylvain Lemarié)
- Barbu : (VF : Serge Thiriet)

## Développement

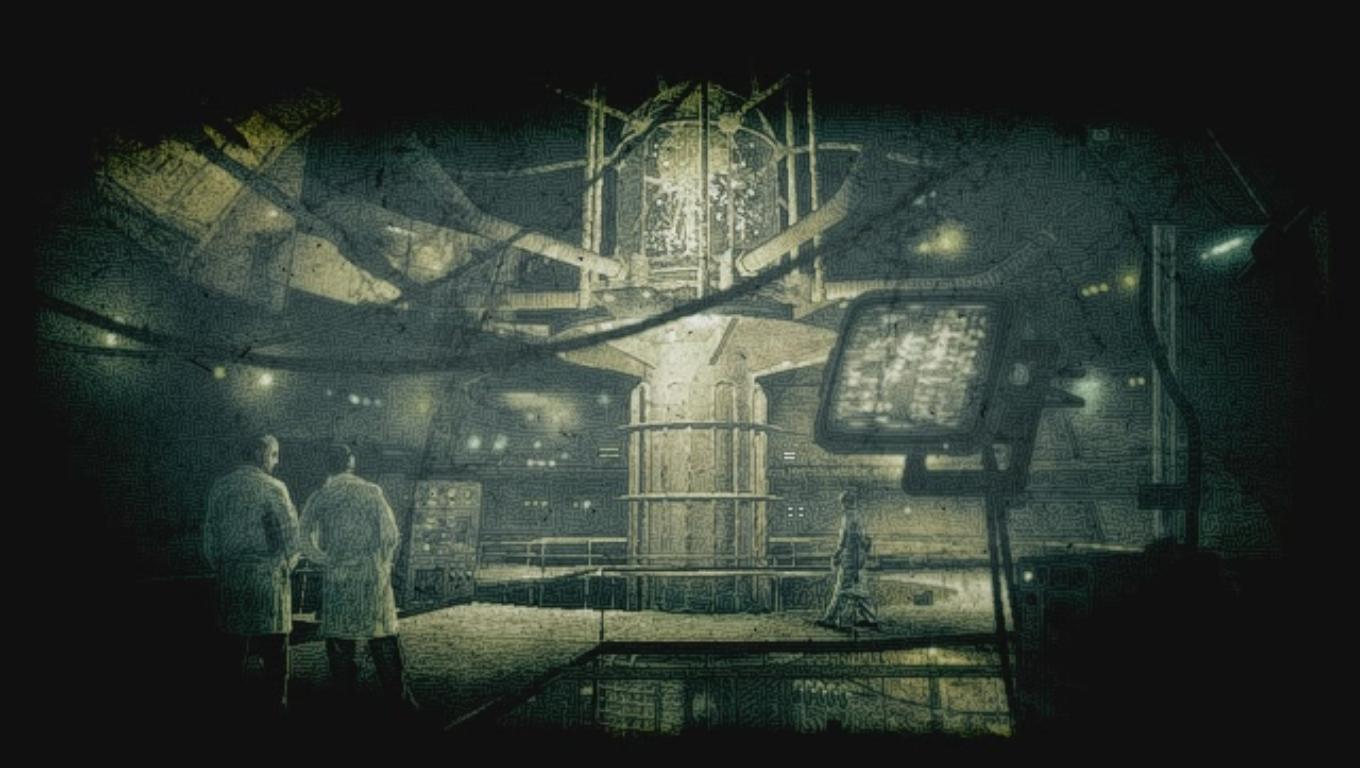
Image tirée d'une cinématique d'un des laboratoires d'expérimentation.